# Медаль «За прививание оспы»
Медаль «За прививание оспы» или «За оспопрививание» — государственная награда Российской империи, предназначавшаяся для лиц, осуществлявших прививание натуральной оспы.

## Основные сведения
Медаль «За прививание оспы» учреждена 16 (28) февраля 1826 года указом Николая I. Медаль была серебряной, а также существовал золотой вариант, не предназначенный для ношения. Кроме того, были отчеканены специальные медали, предназначенные для Великого княжества Финляндского.

## Порядок награждения
Медалями награждались медицинские работники, священники, чиновники и другие лица, проявившие себя в деле прививания натуральной оспы. Золотые медали предназначались для священников и чиновников, и с 27 декабря 1827 года выдавались не для ношения. Серебряными медалями, предназначенными для ношения, награждались лица любых сословий. Первоначально награждали по спискам, представленным Вольным экономическим обществом и утверждённым императором, позже стали награждать на основании врачебного устава. При награждении медалью выдавали свидетельство о награждении.

## Описание медали
Медали сделаны из золота и серебра. Диаметр серебряных медалей 40 мм, золотых — 28 мм. На лицевой стороне медали изображён погрудный, обращённый вправо портрет Екатерины Великой, при которой было начато прививание оспы в России. По окружности вдоль края медали надпись: «Б•М•ЕКАТЕРИНА II ИМПЕРАТ•И САМОДЕР•ВСЕРОССIЙСК•». На оборотной стороне медали женская фигура, олицетворяющая здоровье, окружённая детьми. В верхней части медали по дуге надпись: «ЗА ПРИВИВАНІЕ ОСПЫ.». Под обрезом изображения подпись медальера.
Медали чеканились на Санкт-Петербургском монетном дворе за счёт Вольного экономического общества.

## Порядок ношения
Серебряные медалей имели ушко для крепления к колодке или ленте и предназначались для ношения. Носить медаль полагалось на левой стороне груди на зелёной ленте. Золотые медали чеканились без ушка и для ношения не предназначались.

## Медаль дляВеликого княжества Финляндского
Существовал также особый вариант медали, предназначенный для Великого княжества Финляндского, находившегося в составе Российской империи. Дата учреждения варианта неизвестна. Порядок награждения и ношения медали был таким же, как и у общегосударственной медали, так же существовал и золотой, и серебряный вариант медали. Медаль для Финляндии имела сходный дизайн с общегосударственной, но с отличиями. На лицевой стороне медали изображён портрет Николая I, а не Екатерины II. По окружности вдоль края медали надпись по-фински: «NICOLAI I. KEISARI KOKOVENÄÄN ITSEVALT. SUOMEN SUURIRUHTIN», что означает «НИКОЛАЙ I ИМПЕРАТОР И САМОДЕРЖЕЦ ВСЕРОССИЙСКИЙ И ВЕЛИКИЙ КНЯЗЬ ФИНЛЯНДСКИЙ». На оборотной стороне медали женская фигура, олицетворяющая здоровье, окружённая детьми. В верхней части медали по дуге надпись: «VAKSININ ISTUTTAMISEN EDESTA», что означает «ЗА ПРИВИВАНИЕ ОСПЫ».

## Комментарии
1. ↑  Медальеры, работавшие над медалями в царствование Александра III.
2. ↑  Медальер, изготовивший штемпели в 1882 году, в царствование Александра III.